# Glenamaddy
Glenamaddy (irisch Gleann na Madadh deutsch: „Tal der Hunde“) ist ein Ort in der Grafschaft Galway. Laut der Volkszählung von 2022 lebten im 557 Menschen in Glenamaddy, bei der Volkszählung 1991 waren es 338.

## Lage
Glenamaddy liegt etwa 48 Kilometer nordöstlich von Galway zwischen Hochmooren und am Ardoe Lough. Im Ort kreuzt sich die R362 mit der R364.

## Geschichte
Glenamaddy entwickelte sich erst im 19. Jahrhundert, nachdem eine Kirche errichtet worden war. Die heutige St. Patrick’s Church ersetzte 1904 diese Kirche. 1924 wurde eine Mühle nahe Leitra errichtet. 

## Trivia
Im Song Four Country Roads von Tom McBride (Big Tom) wird Glenamaddy besungen.